# Ninety-Nine Nights II
N3II: Ninety-Nine Nights, también conocido como Ninety-Nine Nights II, es un videojuego de acción desarrollado por la empresa Feelplus y distribuido por Konami en exclusiva para la consola Xbox 360. Es la segunda parte del popular Ninety-Nine Nights, aparecido en la misma consola en el año 2006. Fue presentado oficialmente en el TGS 2008 ante la prensa. Una versión demo se puso disponible en el Bazar de Xbox Live el 27 de mayo de 2010 (solo en Estados Unidos y Japón). La demo se puso disponible para Europa en septiembre de mismo año, poco antes de su puesta a la venta. Su principal característica es que resulta ser un juego mucho más oscuro y violento que su primera parte.
Durante la conferencia de prensa del E3 de Los Ángeles, el productor del juego, Tak Fujii, declaró la mejora técnica del juego, que ahora sería capaz de poner en pantalla muchos más enemigos en movimiento y más efectos de iluminación. También anunció que el juego iba a incluir muchísimas novedades con respecto a la primera parte, pero debido a fechas de lanzamiento, no se pudo incluir todo lo que anunció. Las novedades incluidas finalmente fueron un modo cooperativo para dos jugadores en línea, tablas de clasificación en línea y nuevos niveles de dificultad, que provocan que el juego sea aún más difícil que su primera parte.
A pesar de las novedades, Ninety-Nine Nights II continúa siendo un juego de acción multitudinario como la primera parte, pero eliminando los detalles estratégicos, por lo que el juego resulta ser mucho más directo y arcade que el original.
Salió a la venta primero en Estados Unidos el 29 de junio de 2010. Posteriormente en Japón el 22 de julio de 2010 y finalmente en Europa el 10 de septiembre de 2010.

## Sistema de juego
El jugador puede avanzar en la historia de cada uno de los cinco personajes disponibles: Galen, Sephia, Zazi, Levv y Maggni, aunque la trama principal se centra en su protagonista, Galen. En el modo cooperativo en línea contiene misiones exclusivas en las que dos jugadores pueden competir entre ellos para ver quien elimina al mayor número de enemigos, intentar sobrevivir en un escenario cerrado con varias rondas de monstruos o buscar la salida en un laberinto.

## Características
- El juego incluye tres niveles de dificultad: fácil, normal y difícil.
- Incluye selector de voces en inglés o japonés. Del mismo modo, los menús y subtítulos pueden seleccionarse en inglés, francés, alemán, italiano y español (solo en la versión europea).
- Es posible descargar contenido adicional mediante el Bazar de Xbox Live, como nuevos mapas, objetos y un personaje adicional para el multijugador.

## Personajes jugables
- Galen: Es el protagonista central del juego. Es un guerrero de cabello blanco que perdió a su mujer e hija en un ataque de su aldea por parte del ejército de la oscuridad. Dominado por la sed de venganza y deprimido por la pérdida de su familia, viaja al Castillo de Orphea para unirse a sus filas y ayudar a derrotar al Señor de la Noche y a su ejército.

- Sephia: Es la reina del Castillo de Orphea, una joven elfa de pelo rubio. Ella es la que posé el poder de la luz, la pieza clave que necesita el Señor de la Noche para dominar el resto del mundo.

- Zazi: Es una bella guerrera elfa que se une al Castillo de Orphea para luchar contra el Señor de la Noche. Su intención real es asesinar a la reina Sephia para evitar que el Señor de la Noche consiga arrebatar el poder de la luz.

- Levv: Es un goblin, una raza despreciada por parte de los humanos, por lo que no llevan una buena relación. Es un experto asesino temido por muchos. Los acontecimientos obligan a Levv a unirse a Galen y al resto de personajes en el Castillo de Orphea para luchar contra el Señor de la Noche.

- Maggni: Es un hombre muy corpulento y alto, de piel grisácea. Pertenece a una banda de ladrones, la cual ha dado muchos problemas al reino de Orphea. Es una de sus fechorías, es capturado y encerrado en las mazmorras del Castillo de Orphea. Sin embargo, un día la reina Sephie bajó a los calabozos y le ofreció a Maggni la libertad a cambio de que les ayudase a combatir al Señor de la Noche. Maggni acepta, pero su intención real es escapar a la mínima ocasión.

## Otros personajes
- El Señor de la Noche: Es el villano central del juego, quien está sumiendo el mundo en la oscuridad. Su identidad real es desconocida, solo se sabe que es una persona sedienta de poder y muy peligrosa. Porta una armadura negra, casco incluido, que impide verle el rostro. Su cuerpo emana constantemente un aura de oscuridad. Ansía conseguir el poder de la luz de Sephia.

- Kecilia: Es una bella joven de piel pálida y cabellos negros, que resulta ser la pareja del Señor de la Noche. También está sumida en la oscuridad y está profundamente enamorada del Señor de la Noche, hasta el punto que haría cualquier cosa por verle feliz y pasar el resto de sus días con él.

- Galdo: Es un mago malvado al servicio del Señor de la Noche. Es la causa de muchos de los males que sufrió Galen en el pasado, por lo que guarda una extrema rivalidad.

- Zirrick: Sirviente de Sephia, la reina de Orphea, además de su tío. No posee poderes, pero si una amplia sabiduría y mucho valor.

- Rinn: Una niña huérfana que vive recluida en el Castillo de Orphea, ya que su aldea fue arrasada. Siente un gran cariño hacia Galen y a Maggni. Siempre intenta que todos sonrían y da muchos ánimos a los guerreros.

## Recepción y crítica
La media de puntuaciones en Metacritic es de 45 sobre 100. La prensa ha criticado duramente al videojuego por ofrecer un desarrollo de juego muy repetitivo y una historia carente de interés. Los jugadores también se han mostrado molestos por no haber incluido también un modo cooperativo para dos jugadores en la historia principal, ya que es solo para un jugador. Por otro lado, al ser un juego de acción más directo y arcade que la primera parte, se han perdido las características de estrategia que tenía, lo cual no ha gustado a los seguidores de la primera parte.